# McLaren 675LT
Der McLaren 675LT ist ein Sportwagen von McLaren.

## Geschichte
Das Fahrzeug basiert auf dem McLaren 650S und wurde auf dem Genfer Auto-Salon 2015 vorgestellt. Der Namenszusatz „LT“ ist eine Anspielung auf die F1 GTR „Longtail“ genannte Rennversion des McLaren F1. Die Produktion des 675LT war auf 500 Exemplare limitiert.
Zum Jahresende 2015 wurde ein 675LT Spider genanntes Roadster-Modell vorgestellt. Auch diese Variante wurde auf 500 Fahrzeuge limitiert.
Anfang März 2020 präsentierte McLaren den Nachfolger McLaren 765LT.

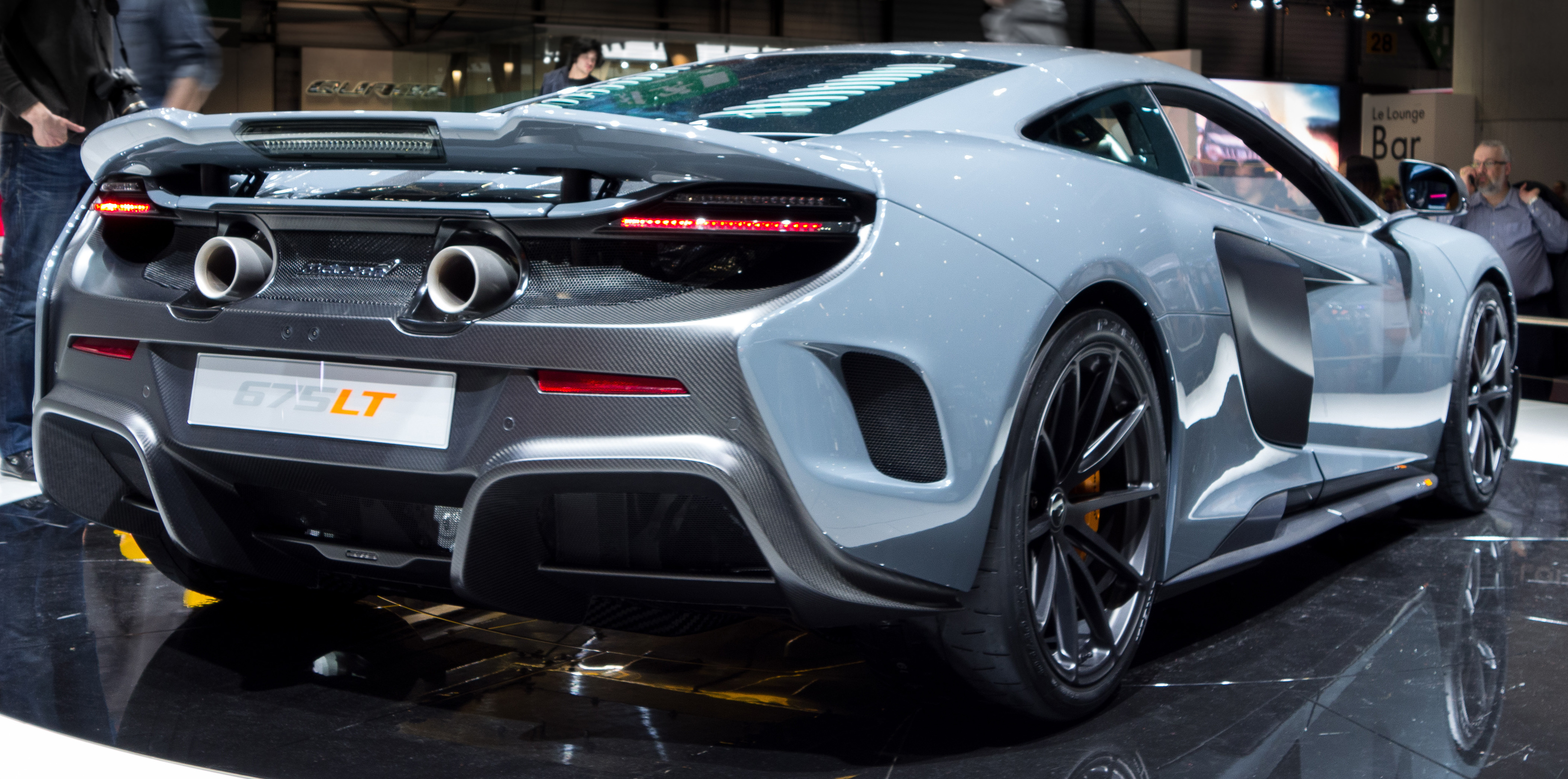
Heckansicht
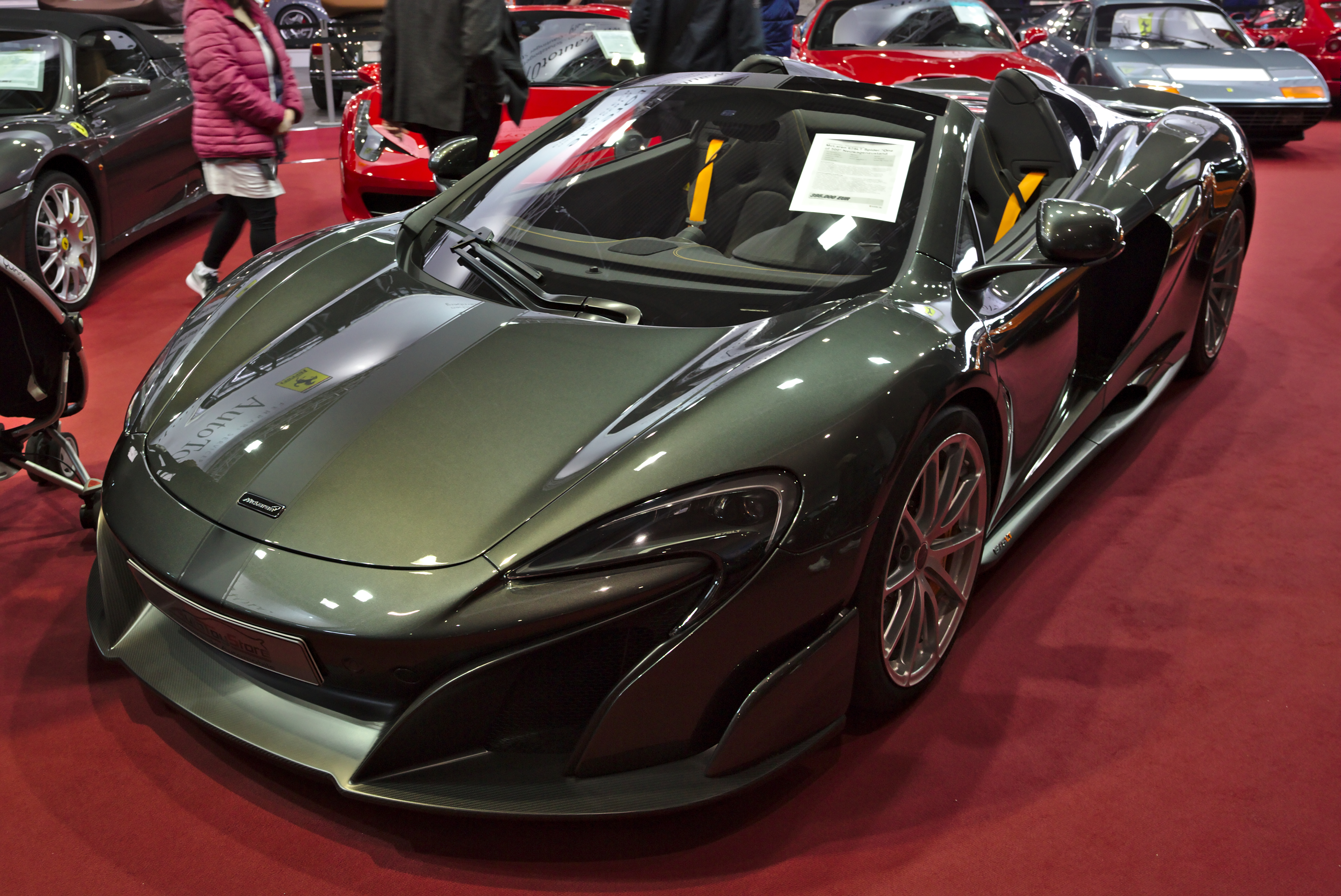
McLaren 675LT Spider auf den Retro Classics 2018
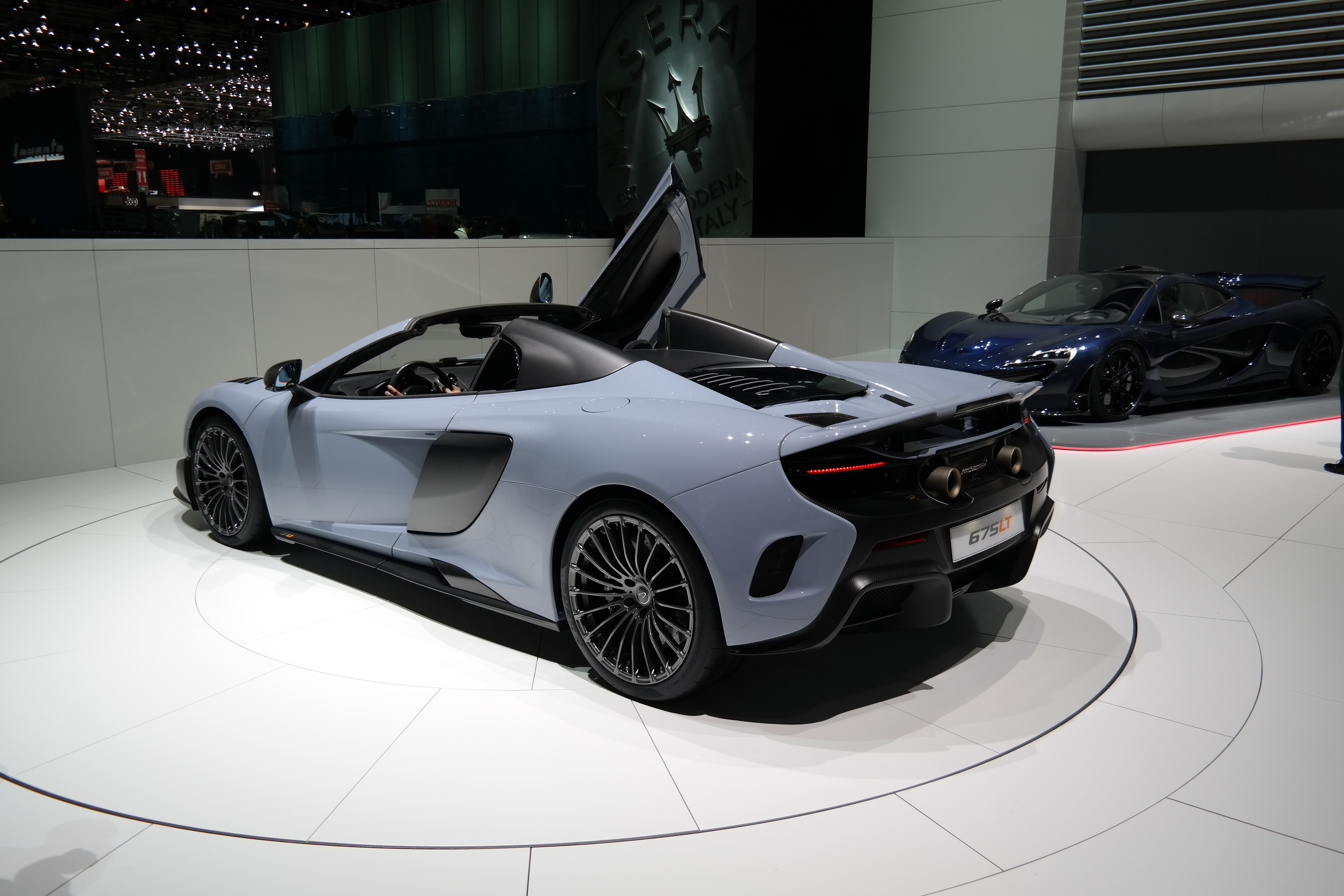
McLaren 675LT Spider auf dem Genfer Auto-Salon 2016
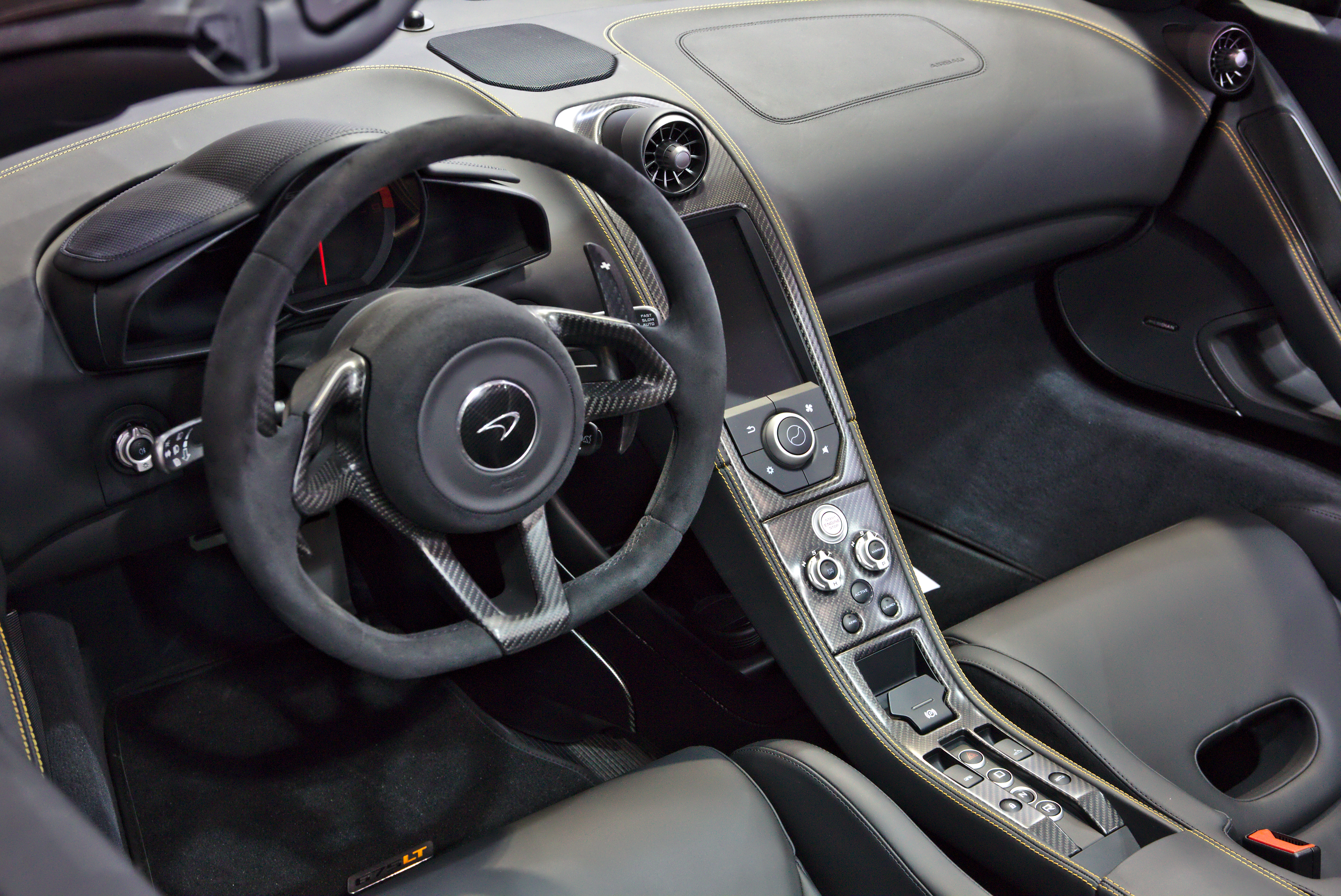
Innenansicht

## Technik
Im Vergleich zum 650S wurde das Gewicht auf 1328 kg gesenkt und die Leistung um 25 PS auf 675 PS (496 kW) gesteigert, außerdem verfügt der 675LT über eine optimierte Aerodynamik. 100 km/h werden aus dem Stand nach 2,9 Sekunden erreicht, die Höchstgeschwindigkeit beträgt 330 km/h.

## Technische Daten
|                                             | 675LT                          | 675LT Spider                   |
| Bauzeitraum                                 | 07/2015–03/2017                | 07/2016–03/2017                |
| Motorkenndaten                              |                                |                                |
| Motortyp                                    | V8-Ottomotor                   | V8-Ottomotor                   |
| Motoraufladung                              | Biturbo                        | Biturbo                        |
| Einbaulage                                  | Hinten mittig längs            | Hinten mittig längs            |
| Hubraum                                     | 3799 cm³                       | 3799 cm³                       |
| Bohrung × Hub                               | 93,0 × 69,9 mm                 | 93,0 × 69,9 mm                 |
| Verdichtung                                 | 8,7:1                          | 8,7:1                          |
| max. Leistung bei min−1                     | 496 kW (675 PS) / 7100         | 496 kW (675 PS) / 7100         |
| max. Drehmoment bei min−1                   | 700 Nm / 5000–6500             | 700 Nm / 5000–6500             |
| Kraftübertragung                            |                                |                                |
| Antrieb                                     | Hinterradantrieb               | Hinterradantrieb               |
| Getriebe                                    | 7-Gang-Doppelkupplungsgetriebe | 7-Gang-Doppelkupplungsgetriebe |
| Messwerte                                   |                                |                                |
| Höchstgeschwindigkeit                       | 330 km/h                       | 326 km/h                       |
| Beschleunigung, 0–100 km/h                  | 2,9 s                          | 2,9 s                          |
| Beschleunigung, 0–200 km/h                  | 7,9 s                          | 8,1 s                          |
| Länge × Breite × Höhe                       | 4546 × 2095 × 1203 mm          | 4546 × 2095 × 1203 mm          |
| Radstand                                    | 2670 mm                        | 2670 mm                        |
| Leergewicht                                 | 1328 kg                        | 1368 kg                        |
| Kraftstoffverbrauch auf 100 km (kombiniert) | 11,7 l Super Plus              | 11,7 l Super Plus              |
| CO2-Emissionen (kombiniert)                 | 275 g/km                       | 275 g/km                       |
| Abgasnorm                                   | Euro 6                         | Euro 6                         |

## McLaren 688 HS
2016 stellte McLaren den vom Werksveredler MSO (McLaren Special Operations) überarbeiteten McLaren 688 HS vor.
Das auf 25 Exemplare limitierte Sondermodell ist mit dem Motor des McLaren 675LT ausgestattet, dessen Leistung um 13 PS erhöht wurde, das maximale Drehmoment liegt nach wie vor bei 700 Nm. Optisch wurde der 688 HS durch einen festen Heckflügel, überarbeitete Seitenschweller und Frontschürze verändert. Das Gewicht wurde um 40 kg gegenüber dem 675LT gesenkt.

## Zulassungszahlen
In der Schweiz und Liechtenstein wurden insgesamt 22 McLaren 675LT Coupé neu zugelassen, zudem 31 McLaren 675LT Spider.